# Partido Conservador (Rumania, 1880-1918)
El Partido Conservador (en rumano: Partidul Conservator, 1880 - 1918) fue uno de los dos partidos principales de Rumanía entre su fundación y el final de la Primera Guerra Mundial junto con su rival, el Partido Nacional Liberal, con el que se alternó en el gobierno de la nación. Tras la Guerra Mundial se disolvió en diversas facciones que pronto desaparecieron.

## Historia
Fundado el 3 de marzo de 1880 en Bucarest, aunque las doctrinas y diversos grupos conservadores ya existían desde hacía algún tiempo. Los precursores del partido incluyeron la agrupación política "Juna Dreaptă" (fundada en noviembre de 1868), y el periódico Timpul (fundado en marzo de 1876). Desde su fundación fue uno de los dos principales partidos que se turnaban en el gobierno del país, siendo su adversario el Partido Nacional Liberal.
El partido contó con el apoyo de los grandes terratenientes, la burguesía, así como de algunos intelectuales, aunque generalmente era conocido como el partido de los primeros, aunque muchos hacendados se contasen también entre las filas de los nacional-liberales. Estos, sin embargo, representaban generalmente los intereses de la alta burguesía. La política de los conservadores era alentar a la industria ligera y la artesanía, pero no se opuso a las inversiones en la industria pesada.
El comienzo del fin del partido fue la Revuelta campesina de 1907, muy cruenta y aplastada por la intervención del ejército, que mostró que eran necesarias algunas reformas sociales y económicas en el campo rumano para evitar futuras rebeliones, cosa que afectaba a la base de poder de los conservadores, cimentada en la propiedad de la tierra y su explotación sin escrúpulos, a menudo a través de arrendarios. En 1913 los conservadores aceptaron efectivamente algunas reformas, tales como el sufragio universal (masculino) defendido por los liberales. En 1917, ya durante la Primera Guerra Mundial los conservadores se opusieron a cambiar la constutición, utilizando una política de obstáculos a los cambios sugeridos por los liberales. Tras su vuelta al poder con Alexandru Marghiloman, ocupado parte del país por la Potencias Centrales, trataron de rescindir la promesa de reforma agraria hecha por el rey Fernando I en abril de 1917, y mantener un censo restringido, saboteando la aplicación del sufragio universal. El gobierno de Marghiloman, sin embargo, se mantuvo en contacto en todo momento con el rey, con el que coordinó su política, y luchó por los intereses del país, a pesar de verse obligado a firmar una paz desfavorable en mayo.
Su fama de partido colaboracionista con los Imperios Centrales, reforzada por las acciones de algunas destacadas figuras del partido, y la derrota de aquellos en el otoño de 1918, junto con la aplicación de la reforma agraria que les arrebató su base de poder, hicieron que el partido entrase en una crisis definitiva.
Efectivamente,  tras la unión de Transilvania con Rumanía, nunca desempeñaron un papel importante en la política de Rumania, obteniendo en las primeras elecciones tras la Guerra Mundial en noviembre de 1919 únicamente un 3,8% de los sufragios.

## Escisiones
Desde comienzos de siglo el partido había sufrido además diversas escisiones: en enero de 1908 Take Ionescu lo abandonó para formar el Partido Conservador Demócrata (Partidul Conservator-Democrat, PCD); en mayo de 1915, Nicolae Filipescu lo abandonó junto con los partidarios de entrar inmediatamente en la guerra del lado de la Entente; en octubre de 1916, los grupos de Filipescu e Ionescu se unieron para formar el Partido Conservador Nacionalista (Partidul Conservator Naţionalist).
En 1918-19 el partido se dividió en el Partidul Conservator-Democrat (que, en 1922, se unió al Partido Nacional Rumano) y el efímero Partidul Conservator-Progresist, de Marghiloman, que obtuvo el escaso apoyo referido.

## Presidentes
- Emanoil (Manolache) Costache Epureanu (febrero–septiembre de 1880)
- Lascăr Catargiu (1880 - 1899)
- Gheorghe Grigore Cantacuzino (1899 - 1907)
- Petre P. Carp (1907 - 1913)
- Titu Maiorescu (1913 - 1914)
- Alexandru Marghiloman (1914 - 1925)

## Otros miembros destacados
- Alexandru Lahovari
- Dimitrie S. Niţescu
- Mihail G. Cantacuzino
- Dimitrie A. Grecianu
- Constantin Garoflid

## Gobiernos conservadores
- Theodor Rosetti (23 de marzo de 1888 – 12 de noviembre de 1888)
- Theodor Rosetti (12 de noviembre de 1888 – 26 de marzo de 1889)
- Lascăr Catargiu (29 de marzo de 1889 – 3 de noviembre de 1889)
- George Manu (5 de noviembre de 1889 – 15 de febrero de 1891)
- Ioan Emanoil Florescu (21 de febrero de 1891 – 25 de noviembre de 1891)
- Lascăr Catargiu (27 de noviembre de 1891 – 3 de octubre de 1895)
- Gheorghe Cantacuzino (11 de abril de 1899 – 7 de julio de 1900)
- Petre P. Carp (7 de julio de 1900 – 13 de febrero de 1901)
- Gheorghe Cantacuzino (22 de diciembre de 1904 – 12 de marzo de 1907)
- Petre P. Carp (29 de diciembre de 1910 – 28 de marzo de 1912)
- Titu Maiorescu (14 de octubre de 1912 – 31 de diciembre de 1913)
- Alexandru Marghiloman (5 de marzo de 1918 – 24 de octubre de 1918)

## Publicaciones del partido
- Timpul (15 de marzo de 1876 – 17 de marzo de 1884;13 de noviembre de 1889 – 14 de diciembre de 1900)
- Época (16 de noviembre de 1885 – 14 de junio de 1889; 2 de diciembre de 1895 – 13 de febrero de 1901)
- Conservatorul (15 de diciembre de 1900 – 15 de noviembre de 1914)
- Steagul (14 de noviembre de 1914 – julio de 1922)